# Jiří Vacek

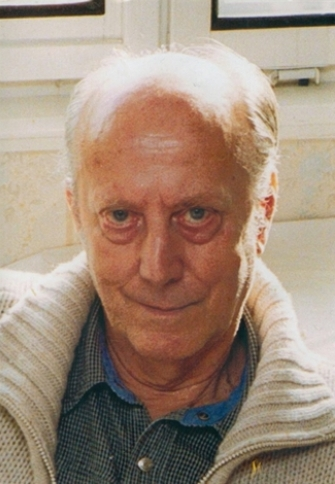
Jiří Vacek

Jiří Vacek (* 25. Mai 1931 in Slaný; † 27. April 2021) war ein tschechischer Mystiker, Schriftsteller und Übersetzer geistlicher Literatur.
Er wirkte als Lehrer für Yoga, Mystik und nichtdualistische Philosophie – Advaita – in Tschechien und im Ausland. In der praktischen Anwendung ging er von der Lehre des Sri Ramana Maharshi aus, eines tamilischen Weisen aus Arunachala. Er war der Autor einer Enzyklopädie im Bereich Yoga und Mystik, die in einer Buchreihe mit dem Titel Höchstes Yoga und Mystik vorliegt. Seine Artikel wurden in einheimischen und ausländischen Zeitschriften publiziert. Er war zudem Autor von CDs und DVDs mit geistlicher Thematik. Er übersetzte Werke aus den verschiedenen Bereichen der geistlichen Literatur, vor allem die Lehre des Ramana Maharshi, aber auch andere, ins Tschechische. Durch seine Propagierung von Yoga und Mystik übte er Einfluss auf die gegenwärtige spirituelle Szene aus.

## Leben
Vacek wurde 1931 in Slaný geboren. Sein Interesse am geistlichen Leben erwachte im Jahre 1945. Sein erstes Buch mit geistlicher Thematik war Der brennende Strauch – der entschleierte Weg der Mystik von Karl Weinfurter, das ihn zu mystischen Übungen, insbesondere zu Buchstabenübungen und zur Konzentration auf das spirituelle Herz motivierte.
Von Anfang an zog ihn die Person Ramana Maharshis, eines geistlichen Lehrers und Weisen des 19. und 20. Jahrhunderts, an, dessen Atma Vichara (Pfad der Selbsterkenntnis) er ab Ende der 50er Jahre auch praktizierte. Seine weiteren spirituellen Meister, mit denen er persönliche Kontakte unterhielt, waren Jarka Kočí aus Ostrava und Míla Tomášová.
Unter dem kommunistischen Regime wurde Jiří Vacek wegen seiner spirituellen Interessen von der Staatssicherheit verhört und wegen der Störung des sozialistischen Zusammenlebens sogar verurteilt, mehrere Male verlor er seine Arbeitsstelle. Ungeachtet dessen verbreitete er jedoch schon damals seine Arbeiten und Übersetzungen, und dies in Form des Samizdat.
Nach der Wende im Jahre 1989 begann er öffentlich zu wirken und publizierte Übersetzungen von geistlichen Büchern, vor allem von Werken mit der Lehre Ramana Maharshis sowie von Büchern, die die nichtdualistische Erkenntnis – Advaita – zum Inhalt hatten, aber auch Übersetzungen von Werken über das Christentum und den Zen-Buddhismus. Bislang veröffentlichte er über 100 eigene Werke und über 30 Übersetzungen, die die praktischen Aspekte dieser Philosophie behandeln.
In seiner Freizeit widmete er sich öffentlichen Meditationen.

## Quintessenz der Lehre
„Was ist der Pfad?
Der Pfad ist das Sich-Abwenden von den wechselnden Formen hin zu ihrem unwandelbaren Grund, der ihre Quelle ist, die Entziehung der Aufmerksamkeit des Bewusstseins weg von den beobachteten Objekten und seine Hinwendung zum Beobachter, zum Bewusstsein selbst, wodurch das Bewusstwerden und das Erkennen unseres wahren Wesens, des Selbst als reines Bewusstsein erreicht wird und die Illusion des durch Körper und Geist gefesselten Wesens – des Egos – vernichtet wird und somit das Entkommen von den Qualen der Welt und aus dem Kreislauf von Geburt, Leben und Tod in ihm erreicht wird und die natürliche und ursprüngliche unbegrenzte Glückseligkeit des reinen Seins erneuert und die Illusion der Verschiedenheit beseitigt werden und die Einheit realisiert wird, was die Höchste Wahrheit, der Herr, ewiges Leben und echtes Glück ist.“

Die von Jiří Vacek präsentierte spirituelle Lehre geht vor allem von der Lehre Ramana Maharshis aus. Wie dieser lehrte auch Jiří Vacek, dass die Grundlage des geistigen Lebens darin besteht, unsere wahre Existenz in dem sich seiner selbst bewussten Bewusstsein beziehungsweise in der Realisierung (d. h. Bewusstmachung) unseres wahren Ichs zu finden. Der einfachste Weg, sich sein wahres Ich bewusst zu machen, ist die „Fährte“ des Beobachters, denn um was auch immer beobachten zu können, müssen wir – das Bewusstsein, das alles beobachtet oder sich bewusst macht – hier sein. Im Bewusstsein des Beobachters unterscheiden wir uns unentwegt von all den beobachteten Gegenständen, welche unser Körper, die Schöpfungen unseres Geistes, einschließlich unserer Gefühle, und die uns umgebende Welt sind. Gleichzeitig machen wir uns direkt und ohne Worte oder Denken bewusst, dass wir ein immaterielles Bewusstsein sind, das sich diese beobachteten Gegenstände bewusst macht. Dieses wichtigste Element der spirituellen Praxis können und sollen wir unentwegt umzusetzen suchen, und dies auch bei allen gewöhnlichen Tätigkeiten des Alltags. Durch das Bewusstsein des sich selbst bewussten Beobachters bringen wir göttliches Leben in unser Alltagsleben. Wir trennen es nicht in ein weltliches und ein geistliches, und darüber hinaus bewerkstelligen wir unsere Tätigkeiten in diesem Sich-auf-Gott-Stützen besser und in höherer Qualität. Diese Praxis ermöglicht uns, auch das zweite tragende Element der spirituellen Praxis zu realisieren, nämlich die Auflösung der Vasanas, der Neigungen unseres Geistes, die auf unseren Körper und auf unsere von Gott abgefallene Welt gerichtet sind. Diese überwiegend auf den statischen Aspekt der Realität ausgerichtete Praxis ergänzte Jiří Vacek um ein untrennbares Element, das innere Pranayama. Diese auf die göttliche Schöpferkraft ausgerichtete Meditation ergänzt seine Lehre um die Praxis des spirituellen Lebens dahingehend, dass gleichzeitig beide Aspekte der Realität – der statische und der dynamische – entwickelt werden.

## Werke
Das eigene Werk Vaceks umfasst über 100 Titel zu den verschiedenen Themen aus den Bereichen Yoga und Mystik. Dazu kommen noch über 30 Übersetzungen aus verschiedenen spirituellen Richtungen. Auf seine Arbeit stützen sich häufig auch andere Autoren, z. B. Vojtěch Steiner in der Geschichte des Yoga oder die Herausgeber der russischen Ausgabe der Gespräche mit Ramana Maharisi.
Als die Hauptwerke Jiří Vaceks gelten die Bücher Grundlagen von Yoga und Mystik, Königsyoga und Lehrbuch des Atma Vichara, wo die Grundprinzipien des spirituellen Lebens dargelegt werden.
Die Buchreihe Höchstes Yoga und Mystik erklärt die Theorie und Praxis der diversen Yogavarianten, wie etwa Jnana-Yoga, Bhakti-Yoga, Karma-Yoga, bietet damit einen synthetischen Gesamtüberblick und lässt dabei die Gesetzmäßigkeiten sichtbar werden, nach denen sich unsere spirituellen Bemühungen richten.
In Buchtiteln wie Göttliches Leben oder Gehen mit Gott findet der Leser eine Beschreibung des Zustands der Vereinigung mit Gott und deren Bedingungen, deren Einhaltung ihn erhält. Sie enthalten zudem auch eine Reihe praktischer Tipps und Methoden, die diesen Zustand vertiefen.
Das Buch Leben und Lehre Ramana Maharishis schildert das Leben und die Lehre dieses großen spirituellen Lehrers des 19. Und 20. Jahrhunderts, Ramana Maharshi. In dem Werk Wer bin ich finden wir Maharishis Lehre des direkten Pfades. Die dreiteiligen Gespräche mit Ramana Maharishi bestehen aus Gesprächen, die herausragende Schriftsteller und Philosophen, wie etwa Paul Brunton, Yogananda, Evans-Wentz, Prof. S. Radhakrishnan, der spätere indische Präsident, und auch ganz gewöhnliche Menschen mit diesem Weisen führten. In den Antworten Ramana Maharshis ist die Weisheit und Kraft zu spüren, die die Aufmerksamkeit des Fragestellers zurück auf die eigentliche Quelle unserer Existenz, unser wahres Ich, lenkt. Eine reiche Quelle dieser Literatur ist der Sri Ramana Ashram.
Übersetzungen von Sanskritschriften machen den Leser mit den Hauptwerken der nichtdualistischen Philosophie Advaita vertraut. Das Yoga-Vasishtha beispielsweise gilt in ganz Indien als das Nonplusultra, was je über Yoga geschrieben wurde. Dieses Werk, das dem vedischen Weisen Valmiki zugeschrieben wird, enthält eine Anleitung zur Erlangung des Nirwana. Es ist in Form eines Gesprächs zwischen dem Weisen und Rama, einem göttlichen Avatara, geschrieben.
Die Werke aus dem Bereich der christlichen Mystik sind inhaltlich auf die innere Bedeutung des Christentums als die Grundprinzipien aller wahren Religionen ausgerichtet. Es wird hier eine detaillierte Auslegung der Bibel im Hinblick auf ein innerliches, spirituelles Lebens geboten. Hierhin gehören unter anderem die Übersetzungen bedeutender Werke von christlichen Heiligen. So erzählen beispielsweise Aufrichtige Erzählungen eines russischen Pilgers davon, wie ein russischer Pilger des 19. Jahrhunderts durch das ununterbrochene Herzensgebet suchte, was uns das Neue Testament anbietet. Er fand es im Wiederholen des Jesus-Gebets.
In seinen Erinnerungen Wie ich Gott suchte und mich selbst fand schildert Jiří Vacek in aller Ausführlichkeit sein Leben, wobei sein „gewöhnliches“ wie auch sein spirituelles Leben zur Sprache kommt.
Mit seinen Übersetzungen entdeckte und erschloss er den tschechischen Lesern solche spirituellen Meister, wie beispielsweise Swami Ramdas, Nisargadatta Maharaj, Swami Muktananda, den Zenmeister Hui-Hai und Sai Baba von Shirdi.
Audio-CDs und Video-DVDs enthalten die Originalaufnahmen von Vorträgen über die spirituelle Praxis sowie von gemeinsamen Meditationen und Seminaren.
Einige Werke des Autors wurden in verschiedene Fremdsprachen übersetzt wie z. B. Jnana-Gita ins Deutsche, Holländische und Englische. Einige englische Texte und Artikel über die Meditation und die spirituelle Praxis wurden im Buch Handful of Gems zusammengefasst.

### Werke im Tschechischen (Auswahl)
- Řada nejvyšší jóga a mystika (Buchreihe Höchstes Yoga und Mystik), Prag: eigene Herausgabe, bestehend aus:
  - Stezka síly – Šakti jóga (Pfad der spirituellen Kraft – Shakti-Yoga), 1993
  - O meditaci a samádhi. Nauka o karmě a karma jóga (Über Meditation und Samadhi. Lehre über Karma und Karma-Yoga), 1993
  - Džňána jóga – stezka poznání sama sebe (Jnana-Yoga – der Pfad der Selbsterkenntnis), 1994
  - Mantra jóga. O mistrovství a žákovství (Mantra-Yoga. Über Meisterschaft und Schülerschaft), 1994
  - Stezka lásky k Bohu – Bhakti jóga (Pfad der Liebe zu Gott – Bhakti-Yoga), 1994
  - Filosofie stezky k nejvyšší Skutečnosti (Philosophie des Pfads zur höchsten Realität), 1995
  - Sexualita v józe a mystice. Tantra a tao jóga (Sexualität in Yoga und Mystik. Tantra- und Tao-Yoga), 1995
  - Stezka k nejvyšší Skutečnosti (Pfad zur höchsten Realität), 1996
  - Dokonalá jóga / Souhrnná jóga / (Vollkommenes Yoga / Gesamt-Yoga), 1996
  - Zkušenosti z duchovní praxe (Erfahrungen aus der geistlichen Praxis), 1997
  - Zázraky meditace (Die Wunder der Meditation, 1. und 2. Teil), 1998 und 2003
  - O cestě k Bohu (Über den Pfad zu Gott), 1999
  - Uzel vědomí a Věda sebe si vědomého vědomí (Knoten des Bewusstseins und Wissenschaft des sich selbst bewussten Bewusstseins), 1999
  - Kundaliní jóga. Duchovní léčení. Přímá stezka k vysvobození (Kundalini-Yoga. Spirituelles Heilen. Direkter Pfad zur Erlösung), 2001
- Základy jógy a mystiky (Grundlagen von Yoga und Mystik), Prag: eigene Herausgabe, 1995
- Učebnice átmavičáry (Das Lehrbuch des Atma Vichara), Prag: eigene Herausgabe, 1995
- Královská jóga (Königsyoga), Prag: eigene Herausgabe, 1997
- Život božský (Göttliches Leben), Prag: eigene Herausgabe, 2000
- Chození s Bohem (Gehen mit Gott), Prag: eigene Herausgabe, 2000
- Jak jsem hledal Boha a nalezl Sebe 1.-15. díl (Wie ich Gott suchte und mich selbst fand 1.-15. Teil), Prag: eigene Herausgabe, 2001–2010
- Vrcholy poznání (Die Gipfel der Erkenntnis), Prag: eigene Herausgabe, 2002
- Život a učení Ramany Mahárišiho (Leben und Lehre von Ramana Maharishi), Prag: eigene Herausgabe, 2006
- Vysvobození (Erlösung), Prag: Krutina Jiří – Vacek, 2011, ISBN 978-80-87493-00-7
- Škola Ducha Svatého (Schule des Heiligen Geistes), Prag: Krutina Jiří – Vacek, 2011, ISBN 978-80-87493-04-5
- Ježíš Kristus a Ramana Maháriši (Jesus Christus und Ramana Maharshi), Prag: Krutina Jiří – Vacek, 2012, ISBN 978-80-87493-17-5
- Stezka světla (Pfad des Lichtes), Prag: Krutina Jiří – Vacek, 2012, ISBN 978-80-87493-37-3
- Jeden Bůh, jedno náboženství (Ein Gott, eine Religion), Prag: Krutina Jiří – Vacek, 2013, ISBN 978-80-87493-55-7
- Jednota člověka a Boha (Einheit von Mensch und Gott), Prag: Krutina Jiří – Vacek, 2013, ISBN 978-80-87493-58-8
- O věčném štěstí a blaženosti (Über das ewige Glück und Glückseligkeit), Prag: Krutina Jiří – Vacek, 2013, ISBN 978-80-87493-63-2
- Život v Duchu svatém (Leben im Heiligen Geist), Prag: Krutina Jiří – Vacek, 2014, ISBN 978-80-87493-68-7
- Kdo je Bůh? (Wer ist Gott?), Česká Třebová: Martin Tomeš – Freunde von Jiří Vacek, 2015, ISBN 978-80-906179-1-9

### Übersetzungen ins Tschechische (Auswahl)
- Rámagíta a Ribhugíta (Rama-Gita und Ribhu-Gita, Originalname: Rama Gita, Ribhu Gita), Übersetzung aus dem Englischen und mit Anmerkungen versehen, Prag: eigene Herausgabe in Zusammenarbeit mit Verlag Orfeus, 1992
- Sri Ramanashram: Mahárišiho Evangelium (Maharshis Evangelium, Originalname: Maharshi’s Gospel), Übersetzung aus dem Englischen, Prag: eigene Herausgabe, 1993
- Sri Ramanashram: Kdo jsem Já? (Wer bin Ich?, Originalname: Who am I?), Übersetzung aus dem Englischen, Prag: eigene Herausgabe, 1994
- Sri Ramanashram: S Ramanou Mahárišim den za dnem (Von Tag zu Tag mit Ramana Maharshi, Originalname: Day by Day with Bhagavan), Übersetzung aus dem Englischen, Prag: eigene Herausgabe, 1996
- Frank H. Humphreys: Tak pravil Ramana Maháriši (So sprach Ramana Maharshi), Übersetzung aus dem Englischen, Prag: eigene Herausgabe, 1997
- David Godman: Rozhovory s Ramanou Mahárišim 1.-3. díl (Gespräche mit Ramana Maharshi 1.-3. Teil, Originalname: Talks with Ramana Maharshi), Übersetzung aus dem Englischen, Prag: eigene Herausgabe, 1998
- Poutník vypráví o své cestě k Bohu (Aufrichtige Erzählungen eines russischen Pilgers, Originalname: Откровенные рассказы странника духовному своему отцу), Übersetzung aus dem Englischen, Prag: eigene Herausgabe in Zusammenarbeit mit Verlag Orfeus, 1993, ISBN 80-85522-30-6
- Jóga Vašišta (Yoga-Vasishtha, Originalname: Yoga Vasistha), Übersetzung aus dem Englischen, Prag: eigene Herausgabe, 1995
- John Blofeld: Učení mistra zenu Hui Haie o náhlém osvícení (Lehre des Zen-Meisters Hui Hai über die plötzliche Erleuchtung) (The Zen Teaching of Hui Hai on Sudden Illumination), Übersetzung aus dem Englischen, Prag: eigene Herausgabe, 1999

### Werke im Englischen
- Handful of Gems (Eine Handvoll Edelsteine), Zusammengestellt von Martin Tomeš, Prag: Krutina Jiří – Vacek, 2013, ISBN 978-80-87493-53-3
- Jnana Gita (Jnana-Gita), Übersetzung ins Englische von Martin Tomeš, Herausgegeben als Bestandteil vom Werk Handful of Gems (Eine Handvoll Edelsteine), Prag: Krutina Jiří – Vacek, 2013, ISBN 978-80-87493-53-3
- Observation and concentration on observer (Die Beobachtung und Konzentration auf den Beobachter), Übersetzung ins Englische von Martin Tomeš, Prag: eigene Herausgabe aus der Reihe Geistliche Skripten, 2015

### Werke im Deutschen
- Jnana-Gita, Übersetzung ins Deutsche von Jan Vomela, Prag: eigene Herausgabe aus der Reihe Geistliche Skripten, 2015

## Öffentliches Wirken
- Leitung von Meditationen im Rahmen esoterischer Festivals, z. B. Spamoza (Žilina, 1993–1995), Liebe dein Leben (Rokycany, 2001), Atem der Erde (Šamorín, 2006), Tag der Erde (Bratislava, 2007), Esoterik (Prag, 2007)
- Sendung des Tschechischen Rundfunks Über Weihnachten und Ostern (Dezember 1997)
- Sendungen des Tschechischen Fernsehens Auf den Spuren der Wahrheitssucher (1993) und Wege des Glaubens (1999)
- Vortrag an der Universität zu Trnava mit dem Titel Mensch, Kultur, Mystik (April 2008)

Die praktischen Aspekte des spirituellen Lebens lehrte Jiří Vacek im Rahmen öffentlicher Meditationen in Prag, Brno, Olomouc und Hradec Králové als auch in der ganzen Slowakei und auf einwöchigen Meditationsseminaren in der Tschechischen Republik und der Slowakei.
Die öffentlichen Meditationen in Prag als auch die einwöchigen Meditationsseminare finden unter der Leitung seiner Schüler im Geiste seiner Lehre weiter statt.